# 조흐레 에스마엘리
조흐레 에스마엘리(Zohre Esmaeli, 1983년 ~ )는 아프가니스탄의 모델, 작가이다. 독일 뒤셀도르프에 거주하고 있다.